# Liste der Monuments historiques in Varois-et-Chaignot
Die Liste der Monuments historiques in Varois-et-Chaignot führt die Monuments historiques in der französischen Gemeinde Varois-et-Chaignot auf.

## Liste der Immobilien
| Bezeichnung    | Beschreibung                                   | Standort                         | Kennzeichnung | Schutzstatus | Datum | Bild           |
| -------------- | ---------------------------------------------- | -------------------------------- | ------------- | ------------ | ----- | -------------- |
| Fort de Varois | Fort des Système Séré de Rivières, 1877 erbaut | Varois, promenade du Fort (Lage) | PA21000048    | Inscrit      | 2007  | weitere Bilder |

## Liste der Objekte
| Bezeichnung               | Beschreibung                           | Standort                              | Kennzeichnung | Schutzstatus | Datum | Bild |
| ------------------------- | -------------------------------------- | ------------------------------------- | ------------- | ------------ | ----- | ---- |
| Skulptur Heiliger Stefan  | Stein, farbig gefasst, 16. Jahrhundert | Varois, in der Kirche St-André (Lage) | PM21003436    | Inscrit      | 1973  |      |
| Skulptur Heiliger Andreas | Stein, farbig gefasst, 16. Jahrhundert | Varois, in der Kirche St-André (Lage) | PM21003437    | Inscrit      | 1973  |      |